# Manuel Antonio Nemzeti Park
A Manuel Antonio Nemzeti Park kevesebb mint 20 négyzetkilométeren terül el Costa Ricában,  a Csendes-óceán középső partvidékének egy szeletén. A természetvédelmi területet 1972-ben alapították, hogy védjék a vidéket a kereskedelmi fejlesztésektől. Tengerparti üdülőhelyek és szuvenírboltok helyett a látogatók négy érintetlen strandot találnak itt, némelyiken zöldellő tengeri sziklákkal. A túraútvonalak a dombok sűrű esőerdeiben haladnak.